# Tenna, Trento
Tenna är en ort och kommun i provinsen Trento i regionen Trentino-Sydtyrolen i Italien. Kommunen hade 989 invånare (2018).